# David Magiels
David Magiels is een personage uit de soap Thuis dat gespeeld werd door Bob De Moor. Hij was van april tot november 2012 te zien in de serie. In december 2014 en maart 2017 keerde hij even terug. Ook keerde hij in 2018 even terug.

## Ficieve biografie
Op een doodgewone dag komt David uit Kaapverdië terug naar België. Hij huurt een kamer bij Zus & Zo, de Bed & Breakfast van Rosa en Jenny Verbeeck. Hij wil zijn dochters, waaronder Mayra, bezoeken. Hij heeft de moordzaak betreffende Fien Roels, gepleegd door zijn schoonzoon Guy De Herdt, in de krant gevolgd en neemt het voor hem op. Daarnaast vindt hij het spijtig dat het huwelijk tussen Guy en Mayra over is, maar heeft er ook geen problemen mee dat Mayra nu samen is met Ann De Decker.
David lijkt iets aan zijn ogen te hebben, maar zegt aan Mayra dat er niets aan de hand is. Mayra raadt hem toch aan om zijn ogen te laten controleren. Uiteindelijk blijkt hij cataract te hebben en wordt aan beide ogen geopereerd. Na ontslag uit het ziekenhuis neemt hij intrek in het huis van de familie Bastiaens, tot groot ongenoegen van Marianne die zich ergert aan zijn levensstijl. Later beseft Marianne dat ze dit verkeerd inziet en zich eigenlijk ergert aan het saaie gedrag van haar man Geert Smeekens. Ondertussen is David verliefd geworden en Marianne kan evenmin haar gevoelens verbergen. Ze starten een geheime relatie.
Ondertussen blijkt dat David kennis heeft van bierbrouwen. Hij helpt Eddy Van Notegem om diens bier, 't Slurfke, te brouwen en te commercialiseren. Ook vindt David een brouwerij die te koop staat waarin hij samen met Geert Smeekens, Frank Bomans, Waldek Kozinsky en Eddy Van Notegem investeert.
Marya en Ann vernemen de geheime relatie en trachten er alles aan te doen om deze te stoppen. Ook Marianne en David beseffen dat het zo niet verder kan. Daarom beslist David om terug naar Zus & Zo te gaan. Doch de band tussen beiden is zo sterk dat ze samen in bed belanden, waar David een hartaanval krijgt en wordt afgevoerd naar het ziekenhuis. Met een smoes misleidt ze Geert waarom David in hun slaapkamer was.
Geert en David zijn ondertussen goede vrienden geworden en Geert wil dan ook dat David terug komt inwonen na zijn hartoperatie. David gaat hier op in, waardoor zijn band met Marianne terug versterkt. Uiteindelijk gaat hij terug naar Zus & Zo en vraagt Marianne om dringend na te denken hoe zij verder wil leven. Marianne kiest uiteindelijk voor Geert en David legt zich daarbij neer. 
Nadat Rosa Verbeeck Geert inlicht over de affaire tussen Marianne en David, neemt hij een drastisch besluit.  Hij wil scheiden van Marianne. Tijdens een volgende bestuursvergadering van de brouwerij laat hij de anderen de keuze: of David of hijzelf vertrekt. Indien David wordt gekozen, trekt Geert zich met al zijn geld terug uit de brouwerij. Uiteindelijk wordt David weggestemd, maar hij belooft dat hij zijn geld niet uit de zaak haalt. Toch bedenkt hij zich en verkoopt zijn aandeel aan Geert. Enkele dagen later keert hij terug naar Kaapverdië.
Eind december 2014 reizen Mayra, Ann en Sandrine naar Kaapverdië om de feestdagen door te brengen bij David. Bedoeling is dat Marianne thuis blijft, maar zij belt stiekem David op en krijgt zo via hem een invitatie om ook te komen. David heeft nog gevoelens voor Marianne. Wanneer hij verneemt dat zij enkel is overgekomen om Geert, met wie ze in een vechtscheiding zit, jaloers te maken, wil hij haar niet meer spreken.

## Trivia
- Bob De Moor speelde in 1996 al eens een gastrolletje in Thuis als onderzoeksrechter. En in 2002 als rechter op het proces van Luc Bomans .